# ISO 3166-2:RO
ISO 3166-2:RO es la entrada para Rumanía en ISO 3166-2, parte de los códigos de normalización ISO 3166 publicados por la Organización Internacional de Normalización (ISO), que define los códigos para los nombres de las principales subdivisiones (p.ej., provincias o estados) de todos los países codificados en ISO 3166-1.
En la actualidad, para Rumanía los códigos ISO 3166-2 se definen para 41 departamentos y 1 municipio. Este último es la capital del país, Bucarest, que tiene un estatus especial, equiparable al de los departamentos.
Cada código consta de dos partes, separadas por un guion. La primera parte es RO, el código ISO 3166-1 alfa-2 para Rumanía. La segunda parte tiene, según el caso:
- una letra: municipio
- dos letras: departamentos

Actualmente, las letras se usan en las placas de matrículas de automóviles.

## Códigos actuales
Los nombres de las subdivisiones se ordenan según el estándar ISO 3166-2 publicado por la Agencia de Mantenimiento ISO 3166 (ISO 3166/MA).
Los nombres de las subdivisiones se ordenan en orden alfabético rumano: a, ă, â, b-i, î, j-s, ș, t, ț, u-z.
Pulsa sobre el botón en la cabecera para ordenar cada columna.

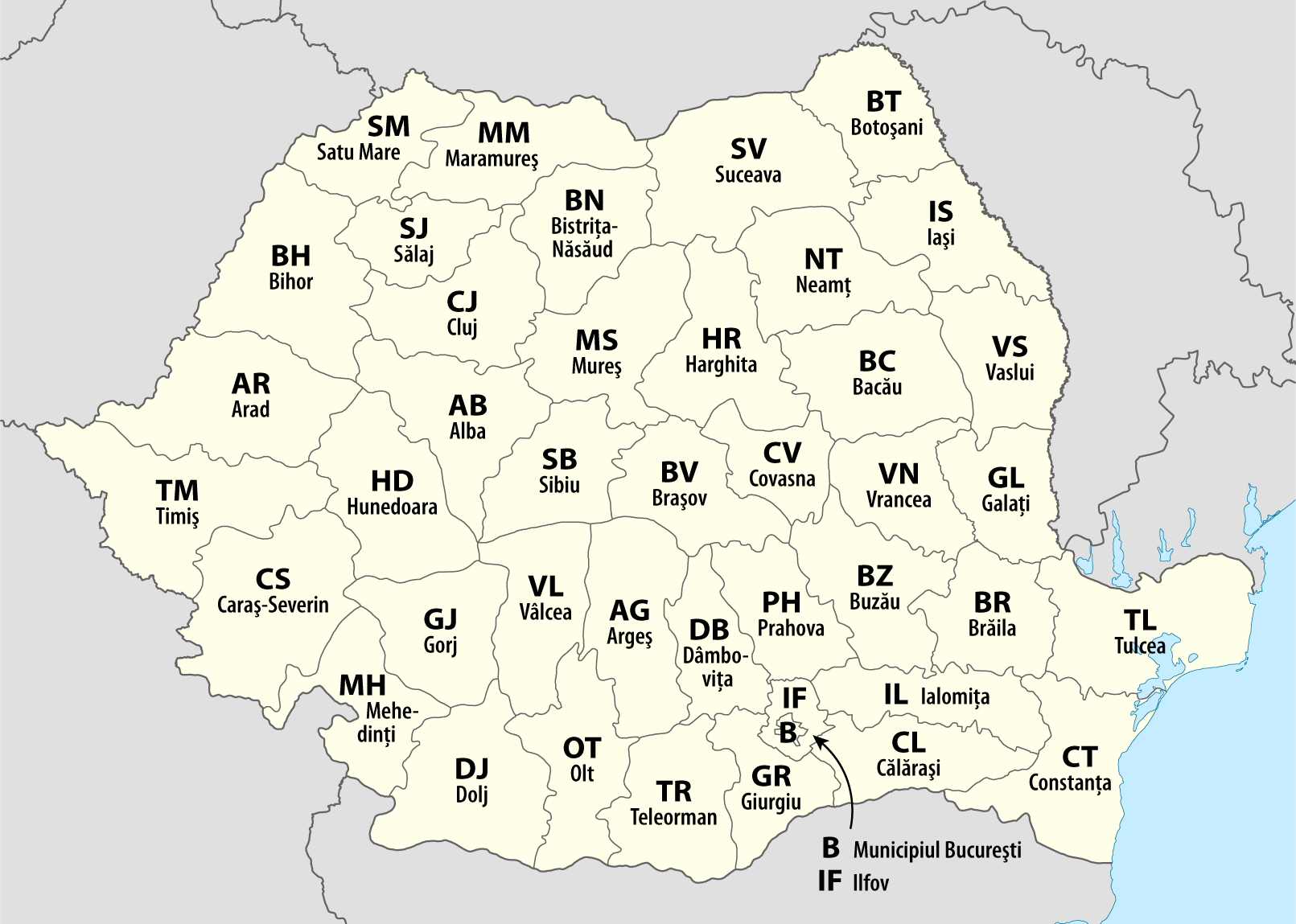
Mapa de Rumanía con cada departamento y el municipio de Bucarest etiquetados con la segunda parte de su código ISO 3166-2.

| Código | Nombre de la subdivisión (ro) | Nombre de la subdivisión (es) | Categoría de la subdivisión |
| ------ | ----------------------------- | ----------------------------- | --------------------------- |
| RO-AB  | Alba                          | Alba                          | departamento                |
| RO-AR  | Arad                          | Arad                          | departamento                |
| RO-AG  | Argeș                         | Argeș                         | departamento                |
| RO-BC  | Bacău                         | Bacău                         | departamento                |
| RO-BH  | Bihor                         | Bihor                         | departamento                |
| RO-BN  | Bistrița-Năsăud               | Bistrița-Năsăud               | departamento                |
| RO-BT  | Botoșani                      | Botoșani                      | departamento                |
| RO-BV  | Brașov                        | Brașov                        | departamento                |
| RO-BR  | Brăila                        | Brăila                        | departamento                |
| RO-BZ  | Buzău                         | Buzău                         | departamento                |
| RO-CS  | Caraș-Severin                 | Caraș-Severin                 | departamento                |
| RO-CL  | Călărași                      | Călărași                      | departamento                |
| RO-CJ  | Cluj                          | Cluj                          | departamento                |
| RO-CT  | Constanța                     | Constanța                     | departamento                |
| RO-CV  | Covasna                       | Covasna                       | departamento                |
| RO-DB  | Dâmbovița                     | Dâmbovița                     | departamento                |
| RO-DJ  | Dolj                          | Dolj                          | departamento                |
| RO-GL  | Galați                        | Galați                        | departamento                |
| RO-GR  | Giurgiu                       | Giurgiu                       | departamento                |
| RO-GJ  | Gorj                          | Gorj                          | departamento                |
| RO-HR  | Harghita                      | Harghita                      | departamento                |
| RO-HD  | Hunedoara                     | Hunedoara                     | departamento                |
| RO-IL  | Ialomița                      | Ialomița                      | departamento                |
| RO-IS  | Iași                          | Iași                          | departamento                |
| RO-IF  | Ilfov                         | Ilfov                         | departamento                |
| RO-MM  | Maramureș                     | Maramureș                     | departamento                |
| RO-MH  | Mehedinți                     | Mehedinți                     | departamento                |
| RO-MS  | Mureș                         | Mureș                         | departamento                |
| RO-NT  | Neamț                         | Neamț                         | departamento                |
| RO-OT  | Olt                           | Olt                           | departamento                |
| RO-PH  | Prahova                       | Prahova                       | departamento                |
| RO-SM  | Satu Mare                     | Satu Mare                     | departamento                |
| RO-SJ  | Sălaj                         | Sălaj                         | departamento                |
| RO-SB  | Sibiu                         | Sibiu                         | departamento                |
| RO-SV  | Suceava                       | Suceava                       | departamento                |
| RO-TR  | Teleorman                     | Teleorman                     | departamento                |
| RO-TM  | Timiș                         | Timiș                         | departamento                |
| RO-TL  | Tulcea                        | Tulcea                        | departamento                |
| RO-VS  | Vaslui                        | Vaslui                        | departamento                |
| RO-VL  | Vâlcea                        | Vâlcea                        | departamento                |
| RO-VN  | Vrancea                       | Vrancea                       | departamento                |
| RO-B   | București                     | Bucarest                      | municipio                   |

## Cambios
Los siguientes cambios de entradas han sido anunciados en los boletines de noticias emitidos por el ISO 3166/MA desde la primera publicación del ISO 3166-2 en 1998, cesando esta actividad informativa en 2013.
| Informe     | Fecha de emisión | Descripción del cambio reportado                                                           | Cambio de código o subdivisión      |
| ----------- | ---------------- | ------------------------------------------------------------------------------------------ | ----------------------------------- |
| Boletín I-1 | 2000-06-21       | Corrección del error ortográfico de la categoría de la subdivisión en el encabezado        |                                     |
| Boletín I-4 | 2002-12-10       | Se añade 1 departamento. Se reordenan las categorías de las subdivisiones en el encabezado | Subdivisiones añadidas: RO-IF Ilfov |